# La Caixa de Pensions (Arbúcies)
La Caixa de Pensions és un edifici amb usos d'entitat bancària i de casa situat a Arbúcies (Selva) i que forma part de l'Inventari del Patrimoni Arquitectònic de Catalunya. Es tracta d'un edifici de tres plantes i golfes, entre mitgeres, situat al centre del carrer principal del poble. És la seu de l'entitat d'estalvi “La Caixa”, construït als anys seixanta.

## Descripció
La façana principal, segueix l'estil neoclàssic, de línies rectes, i elements decoratius com el frontó de la cornisa que corona l'edifici, o els esgrafiats de les parets. A la planta baixa, hi ha una porta principal al centre, més ampla, que dona accés a les oficines de l'entitat bancària, està emmarcada amb pedra i porta un escut al capdamunt amb unes inicials en relleu, semblen ser una “C” i una “X”. A cada costat de la porta hi ha dues obertures més, de les quals, tres són aparadors o vidrieres, i la de l'extrem dret és l'entrada als pisos superiors. Cal dir que el logotip de “La Caixa” està present a cada obertura, fins i tot flanquejant la porta d'entrada en una mena de cartellera de fusta, també amb frontó.
El primer pis és el més rellevant, amb un balcó i un senzill frontó triangular al centre. Les quatre finestres restants són rectangulars, també amb una barana de ferro a l'ampit i amb trencaaigües, emmarcades en pedra. Pel que fa a la segona planta, és més senzilla, amb quatre obertures quadrangulars també emmarcades en pedra. Cal destacar les golfes, amb petites finestres ovalades, i sobretot, l'escut emmarcat pel frontó, al capdamunt de l'edifici, on es llegeix “ Caja de Pensiones para la vejez y ahorros”. La cornisa és motllurada. El parament, és de pedra a la planta baixa, i arrebossat, pintat i esgrafiat als pisos superiors, tret de les quatre línies verticals de carreus de pedra ben tallada, semblant pilastres, que limiten els tres cossos. La decoració d'esgrafiats de la paret, representa diverses escenes i personatges, així com elements florals i vegetals. Són dibuixos blancs damunt el color rosat de la façana.

## Història
La seu de l'entitat d'estalvis, inicialment havia estat al carrer Camprodon número 22, on posteriorment es va ubicar la Biblioteca i sala d'actes culturals de “La Caixa”. Actualment, al número 22 hi ha una Farmàcia a la planta baixa i habitatges als dos pisos superiors, però la façana encara guarda l'escut de “La caja de pensiones para la vejez y ahirros” esfrafiat a la paret. La seu de la Caixa va passar a ser al número 28 on és ara. Aquest edifici tenia un pati-jardí a la planta baixa, que amb la remodelació i ampliació de les oficines va desaparèixer.